# Fort Dodge (Kansas)
Pour l’article homonyme, voir Fort Dodge.
Fort Dodge est un ancien poste militaire de la United States Army établi le 10 avril 1865 sur la rive gauche de la rivière Arkansas, à quelques kilomètres à l'est de la ville actuelle de Dodge City au Kansas. Le fort était destiné à protéger les colons empruntant la piste de Santa Fe contre les attaques des Amérindiens hostiles. Il fut abandonné le 2 octobre 1882.